# Підводні човни проєкту 641
| Підводні човни проєкту 641  | Підводні човни проєкту 641                                                       | Підводні човни проєкту 641                                                       |
| --------------------------- | -------------------------------------------------------------------------------- | -------------------------------------------------------------------------------- |
|                             |                                                                                  |                                                                                  |
|                             |                                                                                  |                                                                                  |
| U01 «Запоріжжя» ВМС України |                                                                                  |                                                                                  |
| Під прапором                | СРСР Україна                                                                     | СРСР Україна                                                                     |
| Проєкт                      |                                                                                  |                                                                                  |
| Тип ПЧ                      | багатоцільові великі підводні човни                                              | багатоцільові великі підводні човни                                              |
| Розробник проєкту           | ЦКБ-18                                                                           | ЦКБ-18                                                                           |
| Головний конструктор        | С. Єгоров, З. Дерібін                                                            | С. Єгоров, З. Дерібін                                                            |
| Класифікація НАТО           | Foxtrot class                                                                    | Foxtrot class                                                                    |
| Основні характеристики      |                                                                                  |                                                                                  |
| Швидкість (надводна)        | 16,8 вуз.                                                                        | 16,8 вуз.                                                                        |
| Швидкість (підводна)        | 16,5 вуз.                                                                        | 16,5 вуз.                                                                        |
| Робоча глибина занурення    | 250 м                                                                            | 250 м                                                                            |
| Гранична глибина занурення  | 280 м                                                                            | 280 м                                                                            |
| Автономність плавання       | 90 діб                                                                           | 90 діб                                                                           |
| Екіпаж                      | 77 (12 офіцерів, 13 мічманів, 52 старшин і матросів)                             | 77 (12 офіцерів, 13 мічманів, 52 старшин і матросів)                             |
| Розміри                     |                                                                                  |                                                                                  |
| Довжина найбільша (по КВЛ)  | 91,3 м                                                                           | 91,3 м                                                                           |
| Ширина корпусу найб.        | 7,5 м                                                                            | 7,5 м                                                                            |
| Середня осадка (по КВЛ)     | 5,09 м                                                                           | 5,09 м                                                                           |
| Водотоннажність надводна    | 1 952 т                                                                          | 1 952 т                                                                          |
| Озброєння                   |                                                                                  |                                                                                  |
| Торпедно- мінне озброєння   | 6 носових та 4 кормових ТА калібру 533 мм, 22 торпеди або 6 торпед і 32 міни МТД | 6 носових та 4 кормових ТА калібру 533 мм, 22 торпеди або 6 торпед і 32 міни МТД |

Підводні човни проєкту 641 (англ. Foxtrot class за класифікацією НАТО) — у Військово-Морському Флоті СРСР і Військово-Морських Силах України — тип дизель-електричних багатоцільових підводних човнів океанської і дальньої морської зони.

## Особливості проєкту
Підводні човни 641-го проєкту призначені для ведення бойових дій на океанських комунікаціях і проти віддалених військово-морських баз і пунктів базування сил противника. У число завдань підводних човнів цього проєкту і його модифікацій входить знищення надводних кораблів і засобів противника, ведення дальньої оперативної розвідки, прикриття своїх конвоїв та здійснення активних мінних постановок.
641-й проєкт є розвитком великих дизель-електричних підводних човнів 611-го проєкту. Технічний проєкт (головний конструктор — С. Єгоров, а потім З. Дерібін) був розроблений в ленінградському ЦКБ-18 в січні 1955 року і в липні того ж року затверджений Постановою Ради міністрів СРСР. Корпус човна має характерний обрис з невеликою сідлуватістю, загостреним, скошеним для покращення морехідності в надводному положенні форштевнем. У носі човна примітні обтічники гідролокатора і шумопеленгатора.
Озброєння підводного човна — 6 носових і 4 кормових торпедних апаратів. Боєзапас — 22 торпеди (при необхідності частина торпед може бути замінена мінами). Дані для торпедної стрільби виробляються комплексом «Ленінград-641».
Силова установка — три дизелі 37Д з газотурбонаддувом в звукоізольованих вигородках. Підводний хід забезпечували два бортових електродвигуни ПГ-101 потужністю по 1350 к. с., середній ПГ-102 в 2700 к.с. і 140-сильний ПГ-104 для економічного ходу (на одному валу з ПГ-102) на три гребних гвинти змінного кроку.
Гідроакустичне, радіо- і радіолокаційне обладнання: радіолокатор виявлення надводних цілей «Флаг», гідроакустична станція МГ-10, активна ГАС «Арктика-М» і шумопеленгатор «Свєт-М» і засоби радіотехнічної розвідки «Накат».
Головний ПЧ, що будувався на заводі № 196, був закладений 3 жовтня 1957 року і спущений на воду 28 грудня того ж року при технічній готовності 64 %. Протягом січня-квітня 1958 року на човні проводилися добудовчо-налагоджувальні роботи, а 15 квітня 1958 року почалася швартові випробування. Подальші випробування проводилися в районі Кронштадта, Таллінна, Лієпаї і були закінчені 15 грудня 1958 року (крім занурення на граничну глибину, яке було проведене в Білому морі лише у жовтні 1959 року).
Модифікації:
- проєкт 641 (1958) — базовий проєкт;
- проєкт І-641 (1965) — варіант спеціально розроблений для ВМС Індії;
- проєкт 641К (1972) — модернізований проєкт 641 з більш сучасними дизелями і акумуляторною батареєю;
- проєкт І-641К (1973) — експортний варіант проєкту 641К. Озброєння човна відрізнялося від інших модифікацій установкою в кормі 400-мм ТА замість 533-мм;
- проєкт І-641Л (1976) — експортний варіант розроблений для ВМС Лівії;
- проєкт І-641М (1976-1979) — модернізація частини човнів проєкту І-641 ВМС Індії.

Всього було побудовано 75 човнів 641-го проєкту і його модифікацій І641, І641М, І641К, у тому числі 17 на експорт для Польщі, Індії, Лівії та Куби.

проєкт 641Б

Наступною модернізацією проєкту 641 є підводні човни проєкту 641Б «Сом» (англ. Tango class за класифікацією НАТО) спроєктовані З. Дерібіним.

## У складі Військово-морських сил України
Згідно з додатком № 4 «Перелік військових кораблів та суден Чорноморського флоту, які належать Україні та Російській Федерації» до Угоди між Україною і Російською Федерацією про параметри поділу Чорноморського флоту, яка була підписана 28 травня 1997 року, з чотирьох підводних човнів колишнього Чорноморського флоту СРСР, що залишилися в його складі на той час, Україні відійшов один-єдиний підводний човен проєкту 641 Б-435.
Побудований в Ленінграді у 1970 році, за період служби у ВМФ СРСР човен пройшов понад 13 тисяч морських миль, здійснив 14 далеких походів. На момент передачі ВМС України Б-435 стояв на приколі в Балаклавській бухті через відсутність акумуляторних батарей.
У Військово-морських силах Збройних Сил України човен отримав найменування «Запоріжжя» і бортовий номер U01. Військово-морський прапор України піднятий на кораблі 1 серпня 1997 року. З 1997 року знаходиться в ремонті. У 2011 році пройшов післяремонтні швартовні випробування. 18 липня 2012 року під час ходових випробувань успішно здійснив пробне занурення.
«Запоріжжя» — єдиний, що залишився у світі, ходовий великий дизель-електричний підводний човен 641 проєкту. Другий підводний човен подібного класу — російський Б-380 Чорноморського флоту проєкту 641Б з 2000 року знаходиться в плавдоці, готується до списання.

## Підводні човни-музеї
Через те, що підводних човнів 641-го проєкту була випущена велика кількість, а їх списання припало на період після розпаду Радянського Союзу, значна їх частина збереглася як кораблі-музеї — Б-413 в Калінінграді, Б-440 у Витегрі (Росія), Б-39 в Сан-Дієго, Б-427 в Лонг-Біч (США), Б-21 в Зебрюгге (Бельгія), S-20 у місті Вішакхапатнам (Індія).
|  |  |  |